# Girolamo Bartolomeo Bortignon

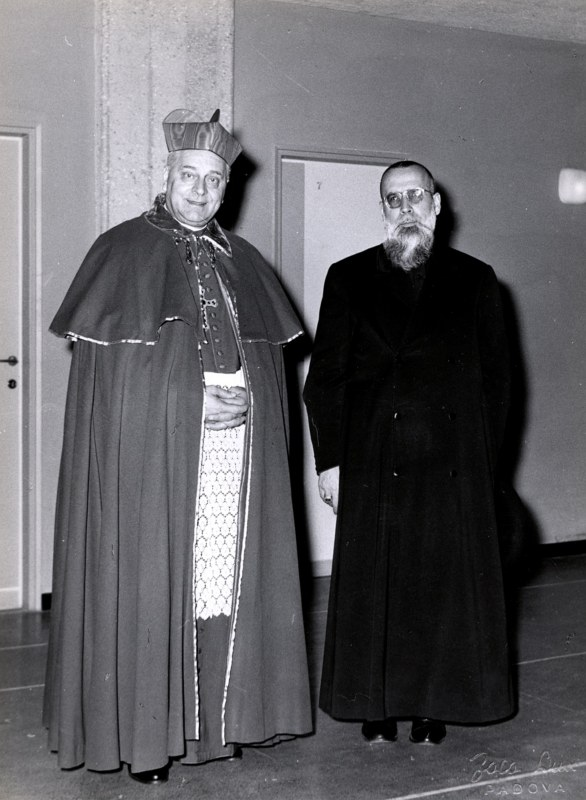
Il vescovo Bortignon (a destra) con il cardinale Giovanni Urbani nel 1964.

Girolamo Bartolomeo Bortignon (Fellette, 31 marzo 1905 – Sarmeola, 12 marzo 1992) è stato un vescovo cattolico italiano.

## Biografia
Nato a Fellette, frazione di Romano d'Ezzelino in provincia di Vicenza e diocesi di Padova, il 31 marzo 1905, venne ordinato sacerdote per l'Ordine dei frati minori cappuccini il 3 marzo 1928.
Il 4 aprile 1944 venne nominato da papa Pio XII amministratore apostolico delle diocesi di Belluno e Feltre e vescovo titolare di Lidda. Ricevette la consacrazione episcopale il 14 maggio dello stesso anno nella basilica del Santissimo Redentore, a Venezia, per l'imposizione delle mani del cardinale Adeodato Giovanni Piazza.

Girolamo Bartolomeo Bortignon, in una foto d'epoca nei panni di vescovo

Il 9 settembre 1945 venne nominato vescovo di Belluno e Feltre. Nel 1946 celebrò il primo sinodo interdiocesano. Il 9 settembre 1947 scelse come vicario generale della diocesi di Belluno il giovane Albino Luciani, futuro papa Giovanni Paolo I.
Per i bellunesi la sua figura è legata al sacrificio, il 17 marzo 1945, dei quattro partigiani impiccati ai lampioni di piazza Campitello nel centro di Belluno, poi ribattezzata piazza dei Martiri: Salvatore Cacciatore "Ciro", Giuseppe De Zordo "Bepi", Valentino Andreani "Frena" e Gianleone Piazza "Lino". Il vescovo frate accorse e fattosi portare dai Salesiani una scala, nonostante il divieto, si avvicinò alle quattro salme ancora calde. Salì e ad una ad una le benedisse: amministrò loro il balsamo divino, chiuse i loro occhi e prima di ridiscendere li baciò. Inoltre il 29 marzo 1945, Giovedì Santo, celebrò la messa al campo di concentramento nazista di Bolzano per confortare i prigionieri politici italiani. Il 3 aprile seguente si rivolse al commissario supremo della regione per protestare contro le rappresaglie e le distruzioni di interi paesi, uomini e cose, l'arresto di preti, le persecuzioni contro lo stesso vescovo.
Dopo quasi cinque anni di servizio episcopale a Belluno e Feltre, non privo di tensioni per aver chiesto e ottenuto dalla Santa Sede di essere esonerato dalla residenza semestrale nella sede di Feltre, il 1º aprile 1949 venne nominato vescovo di Padova.
Quando papa Pio XII gli chiese un nome per la cattedra di Vittorio Veneto, egli avanzò quello di Albino Luciani. "Lo conosco, farà meglio di me", disse.
Il papa rifiutò quel nome; solo dopo alcuni anni il successore di Pio XII, papa Giovanni XXIII, avrebbe nominato Albino Luciani vescovo di Vittorio Veneto.
Amico di Angelo Giuseppe Roncalli, papa Giovanni XXIII, che lo consultava spesso riguardo alle questioni politiche e personali, ne condivideva anche la diffidenza e il sospetto nei confronti del "culto" popolare verso Padre Pio ancora vivente, tanto da venire indicato dagli storici come il vero provocatore della "seconda persecuzione" a Padre Pio. La rigida e inflessibile presa di posizione, provocò scontenti, reazioni e scontri con diversi fedeli della diocesi di Padova e con dei suoi sacerdoti, alcuni molto vicini al frate da Pietrelcina.
Nel gennaio del 1964 inaugurò il Collegio universitario Gregorianum, istituzione con precisi lineamenti cristiani, culturali e civili per essere d'esempio alla trentina di analoghe istituzioni già sorte o prossime a sorgere in città. Nacquero il CUAMM, il CUMIF, la comunità degli assistenti universitari "Casa Pio X", la rivista "Studia Patavina", la fondazione "Storia ecclesiastica padovana", il collegio universitario "Leopardi", il Centro universitario di via Zabarella, la sezione parallela della Facoltà di Teologia dell'Italia Settentrionale nel Seminario maggiore.
Fra le sue realizzazioni più importanti l'Opera della Provvidenza a Sarmeola di Rubano, in provincia di Padova, conosciuta anche come il piccolo "Cottolengo" veneto.
Rimase alla guida della diocesi di Padova per trentadue anni, fino al 7 gennaio 1982, ritirandosi nella Casa di spiritualità Villa Immacolata di Torreglia e successivamente presso l'Opera della Provvidenza. 
Morì a Sarmeola, presso l'Opera della Provvidenza Sant'Antonio, il 12 marzo 1992; la salma fu tumulata presso il Duomo di Padova.
Il 14 dicembre 2000 l'arcivescovo-vescovo di Padova Antonio Mattiazzo istituì la Fondazione "Girolamo Bortignon" per l'educazione e la scuola, intitolatagli per onorare il suo impegno nell'ambito della cultura con iniziative di alto profilo e significato.

## Genealogia episcopale e successione apostolica
La genealogia episcopale è:
- Cardinale Scipione Rebiba
- Cardinale Giulio Antonio Santori
- Cardinale Girolamo Bernerio, O.P.
- Arcivescovo Galeazzo Sanvitale
- Cardinale Ludovico Ludovisi
- Cardinale Luigi Caetani
- Cardinale Ulderico Carpegna
- Cardinale Paluzzo Paluzzi Altieri degli Albertoni
- Papa Benedetto XIII
- Papa Benedetto XIV
- Cardinale Enrico Enriquez
- Arcivescovo Manuel Quintano Bonifaz
- Cardinale Buenaventura Córdoba Espinosa de la Cerda
- Cardinale Giuseppe Maria Doria Pamphilj
- Papa Pio VIII
- Papa Pio IX
- Cardinale Alessandro Franchi
- Cardinale Giovanni Simeoni
- Cardinale Antonio Agliardi
- Cardinale Basilio Pompilj
- Cardinale Adeodato Piazza, O.C.D.
- Vescovo Girolamo Bartolomeo Bortignon, O.F.M.Cap.

La successione apostolica è:
- Arcivescovo Andrea Pangrazio (1953)
- Vescovo Giovanni Mocellini (1955)
- Vescovo Mario Zanchin (1962)
- Vescovo Roberto Carniello (1967)
- Arcivescovo Alfredo Battisti (1973)